# Caloptilia sanguinella
Caloptilia sanguinella är en fjärilsart som först beskrevs av William Beutenmüller 1888.  Caloptilia sanguinella ingår i släktet Caloptilia och familjen styltmalar. Inga underarter finns listade i Catalogue of Life.